# NGC 7263-1
NGC 7263-1 is een spiraalvormig sterrenstelsel in het sterrenbeeld Hagedis. Het hemelobject werd op 9 september 1863 ontdekt door de Duitse astronoom Albert Marth.

## Synoniemen
- MCG 6-49-4
- ZWG 514.12
- 4ZW 97
- PGC 68642